# I liga polska w piłce siatkowej kobiet (1971/1972)
I liga polska w piłce siatkowej kobiet 1971/1972 – 36. edycja rozgrywek o mistrzostwo polski w piłce siatkowej kobiet.

## Drużyny uczestniczące
| | I liga 1971/1972 |   |      |
| --- | ---------------- | - | ---- |
| ŁÓD | Start Łódź       | 1 | PEMK |
| KRA | Wisła Kraków     | 2 |      |
| LEG | Legia Warszawa   | 3 |      |
| ŚWI | Polonia Świdnica | 4 |      |
| WAR | AZS AWF Warszawa | 5 |      |
| WAR | Spójnia Warszawa | 6 |      |
| | Awans z II ligi  |   |      |
| WRO | Odra Wrocław     | 7 |      |
| ŁÓD | ŁKS Łódź         | 8 |      |
| Oznaczenia: - kolumna pierwsza – skróty nazw drużyn wpisane na mapie (jeśli ta została zamieszczona), - kolumna trzecia – miejsce zajęte przez daną drużynę w poprzednim sezonie. |                  |   |      |

## Klasyfikacja końcowa
| Miejsce | Drużyna          |
| ------- | ---------------- |
| 1.      | Start Łódź       |
| 2.      | Wisła Kraków     |
| 3.      | Legia Warszawa   |
| 4.      | AZS AWF Warszawa |
| 5.      | Polonia Świdnica |
| 6.      | Spójnia Warszawa |
| 7.      | Odra Wrocław     |
| 8.      | ŁKS Łódź         |

     spadek do II ligi